# San-São
San-São é, no futebol paulista, o confronto entre Santos Futebol Clube e São Paulo Futebol Clube. Este apelido foi dado pelo jornalista Tomás Mazzoni, do jornal A Gazeta Esportiva, em 1956.
O clássico tem fama de costumeiramente ter como vencedor o que vive pior momento, embora quando se enfrentaram na disputa de títulos o time com as melhores condições sempre tenha vencido.
O San-São é um confronto de muita rivalidade e é tratado como um clássico tradicional dentro do estado de São Paulo.
Santos e São Paulo já decidiram, por exemplo, finais do Campeonato Paulista, além de terem se enfrentado em fases eliminatórias de importantes competições nacionais e internacionais, como o Campeonato Brasileiro, a Copa do Brasil e a Supercopa Libertadores.

## Maiores clássicos

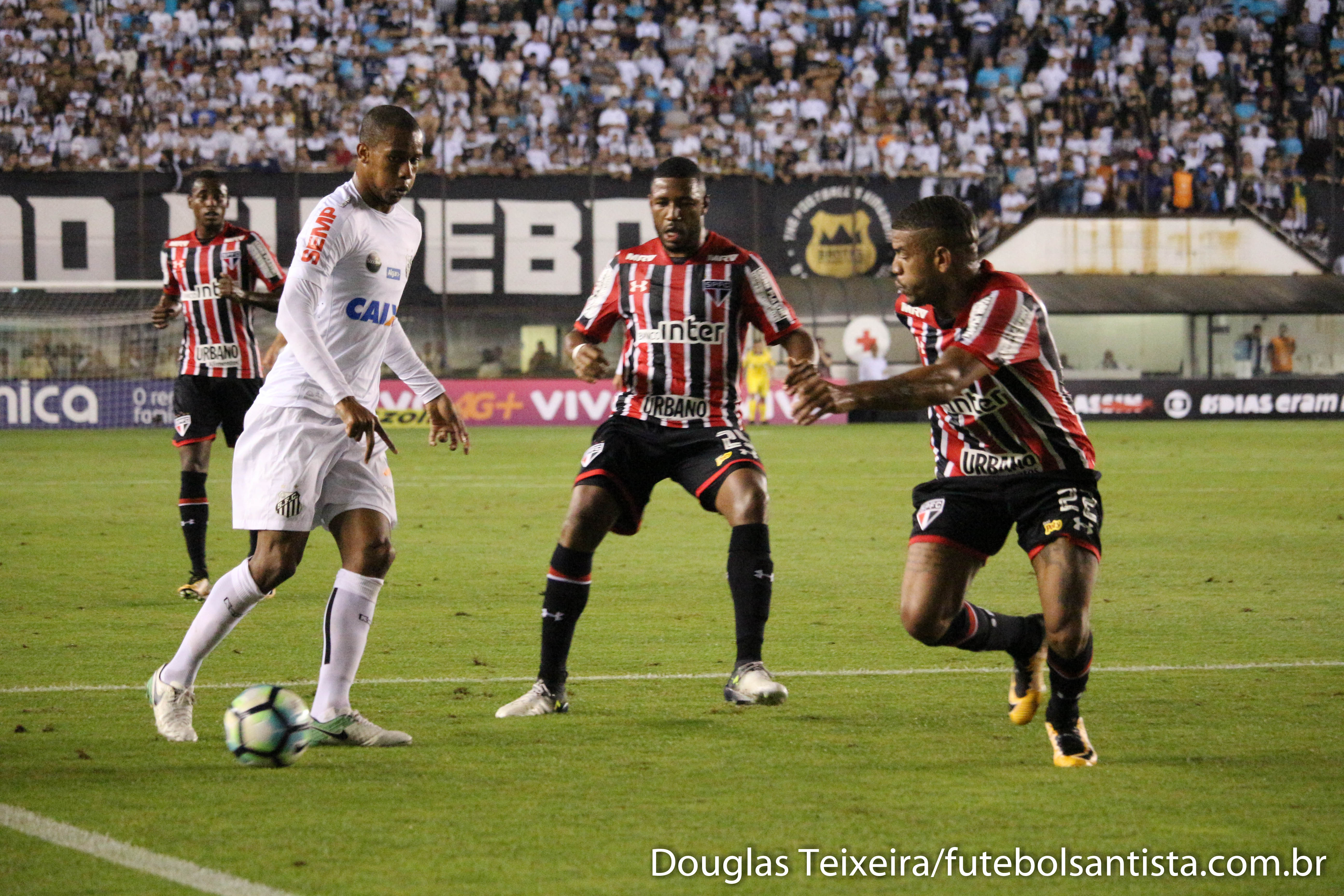
Jogo entre Santos e São Paulo disputado na Vila Belmiro em 2017, pelo Campeonato Brasileiro

- O primeiro San-São da história ocorreu no Paulistão de 1930, quando, no dia 11 de maio, na Vila Belmiro, o alvinegro e o tricolor empataram por 2 a 2. Os gols são-paulinos foram marcados por Luizinho e Friedenreich.
- Em 1933 o San-São marcou a história do futebol brasileiro. Essa foi a primeira partida de futebol profissional do Brasil em que um jogador (Friedenreich) foi pago oficialmente pelo São Paulo da Floresta para jogar uma partida. Antes disso, quando um boleiro recebia, era não oficialmente, "por fora". O jogo, um amistoso ocorrido em 12 de março de 1933, aconteceu na Vila Belmiro e terminou 5 a 1 para o time da capital. Também foi nesse clássico que os são-paulinos chamaram pejorativamente os santistas de "peixeiros", o que mais tarde virou o santista de apelido de "Peixe".
- A primeira vitória santista no clássico ocorreu em um amistoso no dia 23 de abril de 1936, quando o peixe venceu o tricolor por 2 a 0 na Vila Belmiro.
- No Campeonato Paulista de 1943 ocorre a maior goleada do clássico: São Paulo 9 a 1 Santos no Estádio do Pacaembu. O tricolor que já havia goleado o peixe por 5 a 1 na Vila Belmiro em 1942 e 6 a 1 no Pacaembu em 1943, se superou e aplicou umas das maiores goleadas sofridas da história do Santos.
- No dia 3 de outubro de 1948, em jogo válido pelo Campeonato Paulista, o Santos venceu o São Paulo por 2 a 1 na Vila Belmiro e quebrou o maior jejum da história do clássico já que não vencia o rival desde do dia 18 de agosto de 1940 quando goleou o São Paulo por 5 a 1 no mesmo estádio, totalizando assim 8 anos de jejum alvinegro. Foram 23 jogos sem vitória santista, sendo que do dia 31 de maio de 1942 a 25 de outubro de 1944 ocorreram 10 vitórias seguidas do São Paulo, a maior sequência de vitórias na história do clássico.
- O São Paulo foi o campeão paulista de 1949 com uma vitória por 3 a 1 sobre o Santos (que não brigava pela taça e terminou em quarto), no Pacaembu, em 20 de novembro.
- No Paulistão de 1950 o São Paulo iria enfim conquistar seu primeiro tricampeonato paulista. Chegou à penúltima rodada com um ponto de vantagem sobre o Palmeiras, e enfrentou o Peixe. Como perdeu por 2 a 1 para o alvinegro — que se vingou da derrota no campeonato anterior —, foi ultrapassado pelo alviverde, que enfrentaria na rodada seguinte. No clássico "Jogo da Lama", empatou e viu o sonho do tri acabar ali.
- O São Paulo sagrou-se campeão paulista de 1953 com uma vitória sobre o Santos por 3 a 1 em 24 de janeiro de 1954. Mas o time santista não brigava pela taça: o vice foi o Palmeiras.
- O São Paulo chegou à penúltima rodada do Paulistão de 1957 podendo ser campeão com um empate, mas perdeu o clássico com o Santos, que quase "colocou água no chope" dos são-paulinos e chegou com chances à última rodada, em que o tricolor precisaria da vitória contra o Corinthians. O São Paulo venceu por 3 a 1 e ficou com seu último título antes de 1970.
- Em 11 de dezembro de 1960, O Santos enfrentou, pela primeira vez, o São Paulo no recém-inaugurado Morumbi, sendo que com um empate sairia campeão do campo. Mas o Tricolor ganhou por 2 a 1 e impediu a festa santista em sua casa.
- O San-São de 2 de setembro de 1962 entrou para a história do futebol mundial. Não pelo empate em 3 a 3 na Vila Belmiro. Mas porque, ao marcar o seu segundo gol naquela partida, Pelé marcou seu gol nº 500 com apenas 21 anos.
- Em março de 1963 ocorreu a maior goleada do Santos imposta ao Sampa: Pelé, Pepe, Coutinho e companhia enfiaram 6 a 2 no time da capital.
- Em 14 de agosto de 1963, ocorreu o mítico "Dia em que o Santos de Pelé correu do São Paulo". No jogo, vitória por 4 a 1 do tricolor no Pacaembu.
- No dia 12 de agosto de 1970, o São Paulo venceu o Santos no Parque Antarctica por 3 a 2 e quebrou um jejum de quase 4 anos sem vencer o time da baixada, pois o tricolor não ganhava do rival desde 30 de outubro de 1966. Nesse período foram 13 jogos de invencibilidade alvinegra, a maior do Santos na história do clássico.
- Santos e São Paulo encontraram-se nas quartas de final do primeiro turno do Campeonato Paulista de 1978, para decidir uma vaga em jogo único. O regulamento previa vantagem do Santos, por ter marcado mais gols na primeira fase, apesar de o São Paulo ter marcado cinco pontos a mais naquela fase. Contudo, como o São Paulo tinha uma liminar da Justiça comum dando a ele a vantagem, ao final da partida, que terminou empatada por 0 a 0, ambos os times comemoraram. No fim das contas, uma semana depois a liminar tricolor foi cassada, e o Santos venceu, nas semifinais, a Ponte Preta, mas perderia a final do primeiro turno para o Corinthians. A eliminação do Santos e do São Paulo foi inócua, já que o turno não era classificatório para a decisão, que acabaria sendo entre os dois rivais.
- São Paulo e Santos fizeram a final do Campeonato Paulista de 1980. No primeiro jogo no Morumbi o Tricolor venceu por 1 a 0, o gol foi marcado por Serginho Chulapa. Na segunda partida também realizada no Morumbi, mais uma vitória do São Paulo pelo mesmo placar de 1 a 0, Serginho Chulapa marcou mais uma vez para o tricolor campeão paulista de 1980. No primeiro jogo foi registrado um fato histórico, o maior público oficial já recebido no Morumbi para um jogo do São Paulo, 122.209 pagantes assistiram a vitória do São Paulo sobre o Santos, porém o número real de torcedores era muito maior. Estimativas de jornais da época dizem que entre 10 e 15 mil torcedores entraram sem pagar e muitos outros torcedores não entregaram o ingresso na entrada. A carga total de 156 mil ingressos daquela partida foi totalmente vendida, recorde absoluto da história do Morumbi, batendo o recorde anterior da final do Paulistão de 1977 entre Corinthians e Ponte Preta.
- São Paulo e Santos cruzaram nas oitavas de final do Brasileiro de 1981. No jogo com mando do Peixe, marcado para 8 de abril no Pacaembu, o São Paulo venceu por 2 a 0. No jogo de volta, no Morumbi, em 12 de abril, nova vitória tricolor, agora por 2 a 1, eliminou o Santos. O São Paulo terminaria o campeonato como vice-campeão.
- Em amistoso realizado na Vila Belmiro no dia 17 de abril de 1982, o São Paulo venceu por 2 a 0 e quebrou um jejum de 25 anos sem vencer no estádio rival. A última vitória tricolor no estádio tinha ocorrido em 1957 pelo Paulistão, quando aplicou uma goleada de 6 a 2 em plena casa santista.
- No Campeonato Paulista de 1983 os rivais se encontraram na semifinal do paulista, com o São Paulo avançando ao vencer por 2 a 1 no primeiro jogo e empatar por 1 a 1 na segunda partida. Na fase de classificação do torneio, o Santos venceu por 2 a 1 em pleno Morumbi e quebrou um jejum de 4 anos sem vencer o São Paulo, já que a última vitória santista tinha sido uma goleada por 3 a 0 em 1979 pelo torneio estadual.
- Os rivais se encontraram nas quartas de final do Campeonato Brasileiro de 1990. O tricolor derrotou o Santos por 1 a 0 em plena Vila Belmiro e só precisou de um empate por 1 a 1 no Morumbi para se garantir nas semifinais.
- Raí, maior ídolo são-paulino na década de 1990, despediu-se do São Paulo em um jogo em 3 de junho de 1993, válido pelo Campeonato Paulista, quando o tricolor goleou o Santos por 6 a 1. Raí fez um gol de despedida e seguiu para defender o Paris Saint-Germain, da França.
- Os quatro grandes do futebol paulista se classificaram para o quadrangular final do Paulistão de 1997. Na primeira rodada o São Paulo goleou o Palmeiras e o Santos perdeu para o Corinthians. Houve então um San-São na segunda rodada, 31 de maio, no Pacaembu, quando o Sampa venceu por 1 a 0, eliminando o Peixe da disputa. Na última rodada, o Tricolor empatou com o Corinthians e terminou vice.
- A vitória santista de 3 a 1 no Morumbi pelo Campeonato Paulista de 1998, quebrou um jejum de 7 anos sem vitória santista no estádio do rival que vinha desde o Campeonato Brasileiro de 1991.
- São Paulo e Santos decidiram o Campeonato Paulista do ano 2000. Os dois jogos da final foram realizados no Morumbi. Na primeira partida vitória do Tricolor por 1 a 0, gol do atacante França. Na segunda e decisiva partida um empate de 2 a 2 garantiu o Título ao São Paulo. Rogério Ceni e Marcelinho Paraíba marcaram para o Tricolor, Dodô e Rincón fizeram os gols do Santos.
- Durante o Campeonato Brasileiro de 2002, o São Paulo, líder do torneio, recebeu no Morumbi um Santos em ascensão, formado por jovens jogadores que estrearam entre os titulares ao longo do torneio, como Diego, Renato e Robinho. Num dos melhores jogos do torneio, o time paulistano abriu 1 a 0, mas sofreu a virada para 2 a 1. Na comemoração do segundo gol, Diego, do Santos, fez festa em cima do escudo do São Paulo que fica ao lado do meio-de-campo no Morumbi, provocando os adversários. Então, no final do jogo, o tricolor virou para 3 a 2, com direito a Ricardinho também comemorando sobre o escudo tricolor, agora sob aplausos da torcida.
- Nas quartas de final do mesmo campeonato, o São Paulo, primeiro colocado da fase de classificação, formado por estrelas como Ricardinho e Kaká, encarou um Santos que se classificara de forma dramática em oitavo, 13 pontos a menos. O Santos ganhou por 3 a 1 na Vila, viu o São Paulo abrir 1 a 0 aos quatro minutos do segundo jogo, mas conseguiu uma virada para 2 a 1 no final, garantindo a classificação. Mais tarde, o Peixe tornar-se-ia campeão.
- No Campeonato Brasileiro de 2003, Santos e São Paulo corriam atrás do líder Cruzeiro. Um clássico no Morumbi definiria quem seguiria na luta pela taça e quem praticamente daria adeus à briga. O Santos venceu por 2 a 1, e acabaria vice-campeão, com o São Paulo em terceiro.
- No Campeonato Brasileiro de 2004, os dois times corriam novamente atrás do líder, agora o Atlético-PR, e novamente o confronto seria decisivo para quaisquer pretensões ao título. Dessa vez, o tricolor venceu por 1 a 0, mas terminou mais uma vez o campeonato em terceiro, enquanto o alvinegro ainda conseguiu sagrar-se campeão.
- O São Paulo disparou na liderança do Paulistão de 2005. Iria levantar a taça contra a Portuguesa e na última rodada jogar na Vila Belmiro contra o Santos. A diretoria santista, entretanto, não queria ver a festa adversária em sua casa e mudou o jogo para Mogi Mirim. Só que o São Paulo perdeu para a Lusa, e o Santos, que poderia ainda alcançar a pontuação Tricolor (41 pontos), mas não poderia alcançá-lo no número de vitórias, perdeu a chance de usar seu "alçapão" para, ao menos, impedir o título do eterno inimigo. No jogo em Mogi, um 0 a 0 garantiu a 21.ª conquista estadual são-paulina.
- Na penúltima rodada do Paulistão de 2006, o líder Santos foi ao Morumbi encarar o vice-líder São Paulo, podendo ser campeão com um empate. Abriu 1 a 0, mas levou uma virada para 3 a 1, que não impediria o título santista na rodada seguinte e o consequente fim da fila de 22 anos em Paulistas.
- No Campeonato Brasileiro de 2007, o alvinegro perdeu no Morumbi para o São Paulo por 2 a 1. Nesse jogo, o Peixe foi o primeiro time em catorze rodadas a fazer gol na defesa são-paulina.
- No segundo turno do Brasileirão 2009, o São Paulo precisava vencer o San-São, sob pena de ser praticamente eliminado da disputa pelo tetracampeonato. O Santos, que já não lutava pela taça abriu 1 a 0. O tricolor empatou. O alvinegro praiano fez 2 a 1, mas o São Paulo empatou em 2 a 2 ainda no primeiro tempo. No Segundo tempo, o Mais Querido virou para 3 a 2, mas logo sofreu novo empate do valente Santástico. Por fim, Rogério Ceni fez 4 a 3 para o São Paulo, antes de ser expulso, em um dos jogos mais emocionantes e dramáticos do campeonato.
- O clássico de 7 de fevereiro de 2010, na Arena Barueri, pela sétima rodada do Campeonato Paulista, marcou o retorno de Robinho ao Peixe. Ele entrou em campo aos doze minutos do segundo tempo e fez o gol da vitória santista, aos quarenta minutos.
- Nas semifinais do Paulista de 2010, Santos e São Paulo fizeram a que foi chamada de "final antecipada do campeonato", já que a outra partida seria disputada por dois times do interior (Santo André e Grêmio Prudente). Os são-paulinos esperavam se vingar da derrota no Campeonato Brasileiro de 2002, quando foram melhores na primeira fase e perderam nas partidas eliminatórias. Desta vez ocorrera o inverso, com o Santos terminando o turno como primeiro colocado e o São Paulo apenas em quarto. Mas não houve surpresas, e o Santos confirmou a condição de melhor equipe do campeonato até ali ao impor duas derrotas ao adversário (3 a 2 no Morumbi e 3 a 0 na Vila Belmiro).
- Nesse mesmo ano, pelo segundo turno do Campeonato Brasileiro, o São Paulo, que havia perdido os quatro clássicos para o Peixe no ano, bateu o rival por 4 a 3 com um gol de Jean aos 48 minutos do segundo tempo, mesmo com seu time tendo um jogador a menos. O Santos havia aberto o placar no primeiro tempo, sofrera a virada para 3 a 1, mas empatara no segundo tempo.
- No ano seguinte os times encontraram-se novamente na semifinal do Paulistão, em jogo único. Por ter melhor campanha ao longo da competição, o São Paulo deteve o mando de jogo, mas nenhuma outra vantagem. Um empate levaria a decisão para os pênaltis, mas o Santos definiu a vaga no tempo normal, com gols de Elano e Paulo Henrique Ganso no segundo tempo: 2 a 0.
- No Campeonato Paulista de 2012, São Paulo e Santos enfrentaram-se pela 14.ª rodada da primeira fase; em termos de campeonato a partida não valia muita coisa, porém foi um grande jogo, e o São Paulo venceu o Santos, após seis vitórias seguidas santistas nesse clássico válido por Campeonatos Paulistas. O jogo terminou com vitória por 3 a 2 para o tricolor, com o gol da vitória marcado aos 41 minutos do segundo tempo por Lucas. O São Paulo estava jogando com dez jogadores desde os oito minutos do segundo tempo, após expulsão de Rodrigo Caio.
- Mais tarde, pelo terceiro ano consecutivo, Santos e São Paulo se encontraram pela semifinal do Campeonato Paulista. E pela terceira vez consecutiva, o Peixe eliminou o Tricolor do Morumbi do campeonato, em um jogo único realizado no Morumbi, em 30 de abril. O Santos, que acabara de completar seu centenário, abriu 2 a 0. O Tricolor diminuiu e começou a pressionar em busca do empate. Então, o goleiro Denis falhou em um ataque do Santos, que fez 3 a 1 e definiu o jogo. O Santos seria campeão do Paulistão 2012, chegando a um tricampeonato sequencial.
- No Campeonato Paulista de 2015, o Tricolor e o Alvinegro se encontraram novamente na semifinal, em jogo único, disputado na Vila Belmiro, em 19 de abril. O empate levaria aos pênaltis. O Peixe, com um time de garotos da base liderados pelo já experiente Robinho, impôs-se desde o começo do jogo sobre o rival. Ainda no primeiro tempo, Geuvânio arrancou de antes do meio-de-campo, passou por quatro são-paulinos e marcou um golaço: Santos 1 a 0. No segundo tempo, nos contra-ataques, Ricardo Oliveira fez 2 a 0. O ataque são-paulino pouco ameaçava, mas Luís Fabiano ainda marcou, em impedimento, o gol de honra do Mais Querido. Foi a quarta eliminação consecutiva do São Paulo nas mãos do Santos, que chegou a sua sétima final consecutiva de Campeonato Paulista.
- Ainda em 2015, os clubes se enfrentaram pelas semifinais da Copa do Brasil. No primeiro jogo, no Morumbi, vitória santista por 3 a 1. Uma semana depois, na Vila, o Peixe repetiu o marcador, e avançou à final.
- Pelo Campeonato Paulista de 2017, o São Paulo venceu o Santos na Vila Belmiro por 3 a 1 e quebrou um jejum de oito anos sem vencer o rival na Vila Belmiro. Além disso, quebrou uma invencibilidade de seis anos do Santos em seu estádio pelo Campeonato Paulista.
- No Campeonato Brasileiro de 2017, o São Paulo venceu o clássico por 2 a 1 no Pacaembu e quebrou uma invencibilidade de três anos do Santos no estádio, já que a última derrota santista fora em 2014, na final do Campeonato Paulista (1 a 0 para o Ituano).

## Fatos históricos

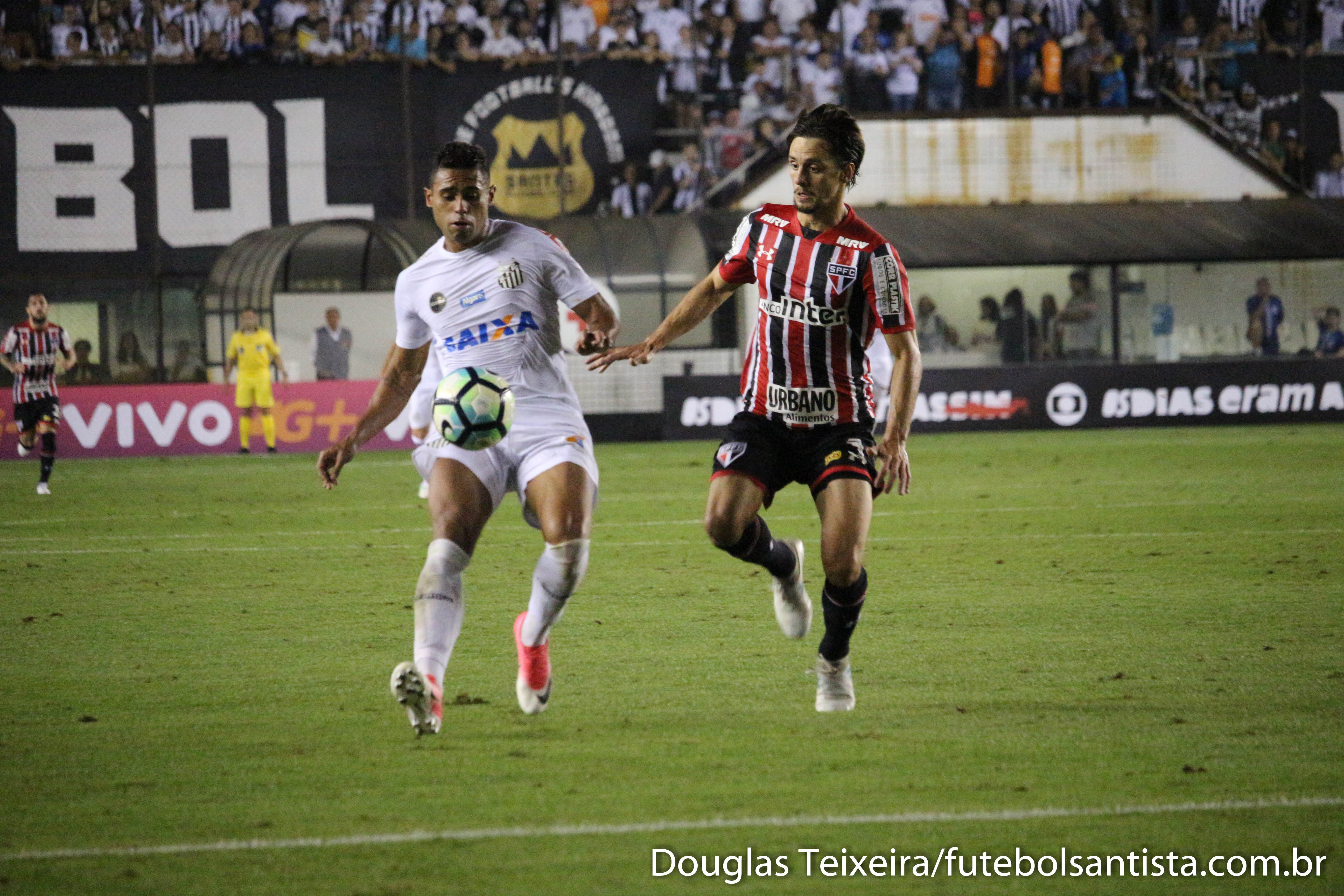
San-São disputado na Vila Belmiro em 2017, pelo Campeonato Brasileiro

- Os jogos entre o Peixe e os componentes do Trio de Ferro só passaram a ser considerados clássicos a partir da metade da década de 1950. Por sinal, apesar de o jogo entre ambos ser disputado desde 1930, só a partir de 1956 foi considerado clássico, ganhando o apelido "San-São" do jornalista Tomás Mazzoni.
- O Santos leva vantagem em finais contra o São Paulo: já ganhou quatro finais diretas contra o tricolor (Paulistões de 1956, 1967, 1969 e 1978. O São Paulo ganhou duas finais diretas (Paulistões de 1980 e 2000).
- O São Paulo já eliminou o Santos de um torneio em confronto direto por quatro vezes: nos Brasileirões de 1981 (oitavas de final) e 1990 (quartas de final), na Supercopa Libertadores de 1992 (oitavas de final) e no Paulistão de 1983 (semifinais). O Santos eliminou o São Paulo em confronto direto por oito vezes, no Brasileirão de 2002 (quartas de final), na Copa Sul-Americana de 2004 (oitavas de final), nos Paulistões de 1978 (quartas de final do primeiro turno), 2010 (semifinais), 2011 (semifinais), 2012 (semifinais) e 2015 (semifinais), e na Copa do Brasil de 2015 (semifinais).
- Santos e São Paulo são os maiores campeões de títulos internacionais do Brasil.
- Há uma longa tradição de jogadores que foram ídolos em ambos os clubes: Araken Patusca, Mauro Ramos de Oliveira, Toninho Guerreiro, Pita, Pagão e Serginho Chulapa, por exemplo.
- O único jogador pentacampeão paulista foi Toninho Guerreiro, que foi tricampeão em 1967, 1968, 1969, pelo Santos, e bicampeão em 1970 e 1971 pelo São Paulo.
- Serginho Chulapa é o jogador com a história mais misturada aos dois times: fez o gol do título são-paulino na final do Paulistão de 1980 justamente diante do Santos, mas também fez o gol do título do Santos em 1984, diante do Corinthians. Além disso, Serginho é o maior artilheiro da história do São Paulo, apesar de ser torcedor santista.
- Pelé também teve seu ídolo no futebol: foi Zizinho, que disputou o Paulistão de 1957 pelo São Paulo — sagrando-se campeão e tendo o Santos como vice.
- A tarde de 14 de agosto de 1963, uma quinta-feira, acabou entrando para a eternidade, principalmente pela façanha dos 11 heróis tricolores diante da máquina de jogar bola, chamada Santos, de Pelé e cia. Talvez o melhor de todos os tempos. E esse Santos, atual campeão mundial de clubes (que viria a ser bi naquele mesmo ano), dava como favas contadas o clássico diante do fraco São Paulo. A equipe santista era notável. Contava com craques do nível do goleiro Gilmar (bicampeão do mundo pela Seleção), do zagueiro Mauro Ramos (ex-São Paulo e também bi pelo Brasil), do volante Zito (outro bi-mundial) e dos atacantes Coutinho, Pelé e Pepe, que dispensam maiores comentários. Já o São Paulo era um time modesto,mas contava, porém, com atletas de um quilate de Pagão, Bellini (capitão do primeiro mundial brasileiro em 58) e Roberto Dias, um dos maiores zagueiros da história do futebol. O show no Pacaembu começou logo aos cinco minutos de jogo. O volante Faustino fez o primeiro, deixando o Santos atordoado com o gol repentino. Ferido, o Santos foi para cima e Pelé, referência absoluta dos praianos, era incansavelmente marcado pelo pequenino Dias. O Rei não aguentava tamanha "perseguição". Aos 21, Pelé, sempre ele, empatou. Aos 37, o atacante Benê marcou o segundo tento tricolor. Antes do final da primeira etapa, delírio no Pacaembu: Sabino fez o terceiro. Aliás, o próprio era apelidado de Pelé II, pela grande semelhança (física) com o Rei. Pelé, possesso, peitou o árbitro Armando Marques com o apoio de Coutinho, sendo ambos expulsos. O clima no vestiário praiano não era dos melhores. O Santos voltou para o gramado sem Aparecido. Na sequência, Pepe caiu no gramado aparentando uma contusão. O Tricolor não se importou com o desespero santista e, aos sete, Pagão marcou o quarto. Logo após o quarto tento tricolor, Dorval também disse estar sentindo contusão. Com seis homens em campo, o Santos ficou impossibilitado de prosseguir, e o árbitro Armando Marques encerrou a partida, conhecida como o "Jogo dos 54 minutos". A manchete do jornal A Gazeta Esportiva do dia seguinte foi "Santos fugiu do campo!".
- São Paulo e Santos já montaram um combinado, unindo jogadores, dirigentes e torcedores sobre a mesma camisa: em 30 de dezembro de 1934, um combinado São Paulo/Santos perdeu por 2 a 1 para um combinado Flamengo/Fluminense, jogando no Estádio Antônio Alonso em São Paulo.
- O São Paulo até agora nunca eliminou o Santos no século XXI. Desde 2000 houve 7 confrontos eliminatórios entre as equipes no século, dos quais 4 no Campeonato Paulista, 1 no Campeonato Brasileiro, 1 na Copa Sulamericana e 1 na Copa do Brasil; em todas as vezes o Santos levou a melhor.

## Maiores goleadas
Lista de todas as partidas em que houve vitória de um dos times por 4 gols ou mais de diferença:
- 29 de maio de 1932 – São Paulo 4 x 0 Santos – Paulista – Chácara da Floresta
- 12 de março de 1933 – Santos 1 x 5 São Paulo – Amistoso – Vila Belmiro
- 22 de outubro de 1933 – Santos 2 x 6 São Paulo – Paulista – Vila Belmiro
- 1 de novembro de 1936 – Santos 4 x 0 São Paulo – Paulista – Vila Belmiro
- 27 de novembro de 1938 – São Paulo 5 x 0 Santos – Paulista – Rua da Mooca
- 18 de agosto de 1940 – Santos 5 x 1 São Paulo - Paulista - Vila Belmiro
- 14 de dezembro de 1940 – São Paulo 6 x 1 Santos – Paulista – Pacaembu
- 2 de agosto de 1942 – Santos 1 x 5 São Paulo – Paulista – Vila Belmiro
- 16 de maio de 1943 – São Paulo 6 x 1 Santos – Paulista – Pacaembu
- 19 de junho de 1944 – São Paulo 9 x 1 Santos – Paulista – Pacaembu
- 19 de agosto de 1945 – São Paulo 4 x 0 Santos - Paulista - Pacaembu
- 9 de abril de 1947 – São Paulo 6 x 1 Santos – Amistoso – Pacaembu
- 19 de abril de 1950 – Santos 0 x 4 São Paulo - Amistoso - Vila Belmiro
- 17 de novembro de 1957 – Santos 2 x 6 São Paulo – Paulista – Vila Belmiro
- 7 de março de 1963 – Santos 6 x 2 São Paulo – Torneio Rio SP – Pacaembu
- 19 de julho de 1964 – Santos 5 x 1 São Paulo – Paulista – Vila Belmiro
- 21 de março de 1970 – Santos 4 x 0 São Paulo – Amistoso – Vila Belmiro
- 3 de junho de 1993 – São Paulo 6 x 1 Santos – Paulista – Morumbi
- 30 de julho de 2006 – São Paulo 0 x 4 Santos – Brasileiro – Morumbi
- 6 de março de 2021 – São Paulo 4 x 0 Santos – Paulista – Morumbi

## Estatísticas
Estatísticas gerais
- Partidas: 325 (de 11 de maio de 1930 a 1º de fevereiro de 2025)
- Vitórias do São Paulo: 140
- Vitórias do Santos: 109
- Empates: 76
- Gols do São Paulo: 537
- Gols do Santos: 461
- Total de gols no clássico: 998

Estatísticas no MorumBIS
- Jogos: 110
- Vitórias do São Paulo: 57 (50,91%)
- Vitórias do Santos: 26 (23,85%)
- Empates: 27 (24,77%)
- Gols do São Paulo: 179 (56,55%)
- Gols do Santos: 135 (42,95%)

Estatísticas na Vila Belmiro
- Jogos: 106 (até 1º de fevereiro de 2025)
- Vitórias do Santos: 51 (44,25%)
- Vitórias do São Paulo: 29 (25,66%)
- Empates: 26 (23,01%)
- Gols do Santos: 190 (54,05%)
- Gols do São Paulo: 161 (46,24%)

Estatísticas no Pacaembu
- Jogos: 73 (até 27 de janeiro de 2019)
- Vitórias do São Paulo: 38 (52,05%)
- Vitórias do Santos: 24 (32,88%)
- Empates: 11 (15,07%)
- Gols do São Paulo: 148 (58,04%)
- Gols do Santos: 107 (41,96%)

Estatísticas na Chácara da Floresta
- Jogos: 6
- Vitórias do São Paulo: 5 (83,33%)
- Vitórias do Santos: 0
- Empates: 1 (16,67%)
- Gols do São Paulo: 22 (73,33%)
- Gols do Santos: 8 (26,67%)

Outros estádios
- Jogos 19 (até 23 de novembro de 2014)
- Vitórias do São Paulo: 6 (31,58%)
- Vitórias do Santos: 6 (31,58%)
- Empates: 7 (36,84%)
- Gols do São Paulo: 27 (57,45%)
- Gols do Santos: 20 (42,55%)

### Último jogo
- 20 de abril de 2025: São paulo 2–1 Santos, no Morumbis(Campeonato Paulista de Futebol de 20245)

### Primeiro jogo
- 11 de maio de 1930: Santos 2–2 São Paulo, na Vila Belmiro (Campeonato Paulista de 1930)

Campeonato Brasileiro
- Jogos: 71
  - Vitórias do São Paulo: 31 (42,86%)
  - Vitórias do Santos: 26 (37,68%)
  - Empates: 14 (20,29%)
  - Gols do São Paulo: 88 (49,72%)
  - Gols do Santos: 90 (50,85%)

Campeonato Paulista
- Jogos: 179
  - Vitórias do São Paulo: 78 (43,58%)
  - Vitórias do Santos: 53 (29,61%)
  - Empates: 48 (26,82%)
  - Gols do São Paulo: 321 (55,92%)
  - Gols do Santos: 253 (44,08%)

Amistosos
- Jogos: 28
  - Vitórias do São Paulo: 14 (50%)
  - Vitórias do Santos: 10 (35,71%)
  - Empates: 4 (14,29%)
  - Gols do São Paulo: 48 (55,81%)
  - Gols do Santos: 38 (44,19%)

### Maior vitória do São Paulo
- São Paulo: 9 a 1 (18 de junho de 1944, Campeonato Paulista, no Pacaembu)

### Maior vitória do Santos
- Santos: 6 a 2 (7 de março de 1963, Torneio Rio-São Paulo, no Pacaembu)

## Decisões de títulos
Campeonato Paulista de 1953
- O São Paulo conquistou o Paulistão de 1953 com duas rodadas de antecedência, após bater o Santos, na Vila Belmiro. A partida foi realizada na véspera do aniversário de quatrocentos anos da cidade de São Paulo, ou seja; 24 de janeiro de 1954.

| 24 de janeiro de 1954 | Santos           | 1 – 3 | São Paulo                                            | Vila Belmiro, Santos, SP Renda: Cr$ 510 915 Árbitro: Antônio Musitano |
|                       | Álvaro 36 do 2.º |       | Maurinho 21 do 1.º Albella 29 do 1.º Negri 36 do 2.º |                                                                       |

São Paulo: Poy, De Sordi e Mauro; Pé de Valsa, Bauer e Alfredo; Maurinho, Albella, Gino Orlando, Negri e Teixeirinha. Técnico: Jim Lopes.
Santos: Barbosinha, Hélvio e Feijó; Pascoal, Formiga e Zito; Del Vecchio, Orlando, Álvaro, Vasconcelos e Tite. Técnico: Antoninho.
Obs.: o Santos não poderia ser campeão nessa partida.
Campeonato Paulista de 1956
- O alvinegro ganhou seu primeiro bicampeonato com uma vitória por 4 a 2 na decisão do Paulistão de 1956. Após uma vitória tricolor por 5 a 3 sobre o Palmeiras na última rodada, ambos empataram em pontos. No jogo desempate, no Pacaembu, o Santos colocou Wilson e Feijó no lugar de Hélvio e Ivã, sobre os quais havia suspeita de suborno. Zezinho fez 2 a 0 para o São Paulo, e Feijó diminuiu, de pênalti, no primeiro tempo. Mas no segundo, com dois gols de Del Vecchio e um de Tite, o Peixe impôs 4 a 2 e ficou com a taça.

| 3 de janeiro de 1957 | Santos                                                                     | 4 – 2 | São Paulo                          | Pacaembu, São Paulo Público: 51.600 (estimado) -->Renda: Cr$ 2 086 560 Árbitro: Erwin Hieger |
|                      | Feijó 20 do 1.º Tite 18 do 2.º Del Vecchio 26 do 2.º Del Vecchio 34 do 2.º |       | Zezinho 8 do 1.º Zezinho 42 do 1.º |                                                                                              |

Santos: Manga, Wílson e Feijó; Ramiro, Formiga e Zito; Tite, Del Vecchio, Pagão, Jair Rosa Pinto e Pepe. Técnico: Lula.
São Paulo: Bonelli, Clélio e Mauro; Sarará, Vítor e Alfredo Ramos; Maurinho, Zezinho, Gino Orlando, Dino Sani e Canhoteiro. Técnico: Vicente Feola.
Campeonato Paulista de 1962
- No Paulistão de 1962, o Santos lutava com São Paulo e Corinthians pela taça. Jogaria com o tricolor no Pacaembu, tendo seis pontos de vantagem sobre os vices. Impôs um excepcional 5 a 2 e conquistou seu primeiro tricampeonato paulista com três rodadas de antecedência, colocando uma inalcançável vantagem de oito pontos sobre o São Paulo, que ficaria com o vice-campeonato.

| 5 de dezembro de 1962 | São Paulo                             | 2 – 5 | Santos                                                                            | Pacaembu, São Paulo Público: 49.500 (estimado) Renda: Cr$ 6 931 500 Árbitro: Anacleto Pietrobon |
|                       | Roberto Dias 15 do 1.º Benê 16 do 1.º |       | Coutinho 38 do 1.º Dorval 43 do 1.º Dorval 2 do 2.º Pepe 15 do 2.º Pelé 43 do 2.º |                                                                                                 |

São Paulo: Poy, De Sordi, Bellini e Sabino; Roberto Dias e Cido; Faustino, Benê, Prado, Jair Rosa Pinto e Agenor. Técnico: Osvaldo Brandão.
Santos: Laércio, Dalmo, Mauro e Zé Carlos; Calvet e Zito; Dorval, Lima, Coutinho, Pelé e Pepe. Técnico: Lula.
Obs.: o São Paulo não poderia ser campeão nessa partida.
Campeonato Paulista de 1967
- No Paulistão de 1967, o São Paulo iria enfim sair de um jejum de títulos de dez anos, caso vencesse o Corinthians na última rodada. Sofreu o empate no finalzinho, e, com a vitória do Santos em seu jogo, houve empate em pontos entre ambos, o que obrigou a realização de um jogo-desempate. No Pacaembu, o time de Pelé, Clodoaldo e Carlos Alberto Torres já ganhava por 2 a 0 no primeiro tempo, gols de Edu e Toninho Guerreiro. Babá descontou aos quatro minutos do segundo tempo, mas os 2 a 1 deram o título para o Peixe, impondo mais uma ano à mais longa fila de títulos já vivida pelo tricolor.

| 21 de dezembro de 1967 | Santos                                    | 2 – 1 | São Paulo      | Pacaembu, São Paulo Público: 43 627 Renda: NCr$ 151 808 Árbitro: Armando Marques |
|                        | Edu 10 do 1.º Toninho Guerreiro 12 do 1.º |       | Babá 43 do 2.º |                                                                                  |

Santos: Cláudio, Carlos Alberto Torres, Ramos Delgado, Joel Camargo e Rildo; Clodoaldo e Buglê; Wílson Tergal, Toninho Guerreiro, Pelé e Edu. Técnico: Antoninho Fernandes.
São Paulo: Picasso, Renato, Bellini, Roberto Dias e Edílson; Lourival e Nenê; Válter, Djair, Babá e Paraná. Técnico: Sílvio Pirilo.
Campeonato Paulista de 1969
- O Santos levantou o tricampeonato Paulista em 1969 com um empate em 0 a 0 diante do São Paulo pela última rodada do quadrangular final. Na primeira final da história do Morumbi, o Santos precisava do empate, enquanto ao São Paulo só a vitória interessava. O empate não só deu o título ao Peixe como ainda alijou o São Paulo do vice-campeonato, que ficou com o Palmeiras.

| 21 de junho de 1969 | Santos | 0 – 0 | São Paulo | Morumbi, São Paulo Público: 31 999 Renda: NCr$ 199 699 Árbitro: Joaquim Campos |
|                     |        |       |           |                                                                                |

Santos: Cláudio, Carlos Alberto Torres, Ramos Delgado, Djalma Dias e Rildo; Clodoaldo e Negreiros; Toninho Guerreiro, Edu, Pelé e Abel. Técnico: Antoninho Fernandes.
São Paulo: Picasso, Cláudio, Jurandir, Roberto Dias e Edílson; Terto e Nenê; Paraná, Zé Roberto, Teia e Babá. Técnico: Diede Lameiro.
Campeonato Paulista de 1978
- O Paulistão de 1978 foi decidido em melhor de 4 pontos entre São Paulo e Santos. No primeiro clássico deu alvinegro: 2 a 1. No segundo, nova vitória santista daria o título. O time de Pita e Juary vencia até os 43 minutos da etapa final, quando o são-paulino Zé Sérgio empatou. Na terceira partida, o time da capital venceu no tempo normal por 2 a 0, mas o regulamento ditava que haveria uma prorrogação, com vantagem de empate para o time com melhor campanha, no caso o Santos, que segurou o 0 a 0 por trinta minutos e consagrou a geração dos "Meninos da Vila".

| 20 de junho de 1979 | São Paulo          | 1 – 2 | Santos                        | Morumbi, São Paulo Público: 88 316 (81 788 pagantes) Renda: Cr$ 5 951 160 Árbitro: João Leopoldo Aieta |
|                     | Serginho 18 do 1.º |       | Juary 26 do 1.º Pita 9 do 2.º | |

São Paulo: Waldir Peres, Getúlio, Marião, Tecão e Aírton; Chicão, Teodoro (Vílson Taddei) e Darío Pereyra; Edu Bala, Serginho e Zé Sérgio. Técnico: Rubens Minelli.
Santos: Flávio, Nélson, Joãozinho, Antônio Carlos e Gilberto Sorriso; Zé Carlos, Toninho Vieira e Pita; Claudinho, Juary e João Paulo. Técnico: Formiga.
| 24 de junho de 1979 | Santos          | 1 – 1 | São Paulo           | Morumbi, São Paulo Público: 115 155 (107 485 pagantes) Renda: Cr$ 7 064 560 Árbitro: Márcio Campos Sales |
|                     | Célio 42 do 1.º |       | Zé Sérgio 43 do 2.º | |

Santos: Flávio, Nélson, Joãozinho, Antônio Carlos e Gilberto Sorriso; Toninho Vieira, Rubens Feijão e Pita; Claudinho, Juary e João Paulo. Técnico: Formiga.
São Paulo: Waldir Peres, Getúlio, Marião (Bezerra), Tecão e Aírton; Chicão, Vílson Taddei (Neca) e Darío Pereyra; Edu Bala, Serginho e Zé Sérgio. Técnico: Rubens Minelli.
| 28 de junho de 1979 | Santos | 0 – 2               | São Paulo                                  | Morumbi, São Paulo Público: 80 584 (74 535 pagantes) Renda: Cr$ 5 658 670 Árbitro: João Leopoldo Aieta |
|                     |        | 0 – 0 (prorrogação) | Zé Sérgio 26 do 1.º Neca 5 do 2.º Aírton ? | |

Santos: Flávio, Nélson, Antônio Carlos, Neto (Fernando) e Gilberto Sorriso; Zé Carlos, Toninho Vieira, e Pita; Nílton Batata, Juary e Claudinho. Técnico: Formiga.
São Paulo: Waldir Peres, Getúlio, Tecão, Bezerra e Aírton; Chicão, Muricy e Darío Pereyra (Vílson Taddei); Viana (Edu Bala), Neca e Zé Sérgio. Técnico: Rubens Minelli.
Obs.: Santos campeão paulista de 1978 por ter marcado mais pontos ao longo do campeonato.
Campeonato Paulista de 1980
- A vingança do tricolor viria na final do Paulistão de 1980, com duas vitórias por 1 a 0 diante do Santos, gols de Serginho Chulapa, futuro herói dos alvinegros.

| 16 de novembro de 1980 | Santos | 0 – 1 | São Paulo          | Morumbi, São Paulo Público: 156,824 (156,824 pagantes) Árbitro: José de Assis Aragão |
|                        |        |       | Serginho 35 do 2.º |                                                                                      |

Santos: ?. Técnico: Pepe.
São Paulo: Waldir Peres, Getúlio, Oscar, Darío Pereyra e Aírton; Almir, Heriberto e Renato; Paulo César (Serginho e Zé Sérgio (Assis). Técnico: Carlos Alberto Silva.
| 19 de novembro de 1980 | São Paulo          | 1 – 0 | Santos | Morumbi, São Paulo Público: 61 130 Renda: Cr$ 8 952 330 Árbitro: Oscar Scolfaro |
|                        | Serginho 40 do 1.º |       |        |                                                                                 |

São Paulo: Waldir Peres, Getúlio, Oscar, Darío Pereyra e Aírton; Almir, Heriberto e Renato (Alexandre Bueno); Paulo César (Serginho) (Assis) e Zé Sérgio. Técnico: Carlos Alberto Silva.
Santos: Marolla, Nélson, Joãozinho, Neto e Washington; Toninho Vieira, Rubens Feijão (Claudinho) e Pita; Nílton Batata, Campos e João Paulo (Aluísio). Técnico: Pepe.
Campeonato Paulista de 2000
- Tricolor e alvinegro fizeram a final do Paulistão de 2000. Em dois jogos no Morumbi, o time da capital tinha a vantagem de dois resultados iguais para ser o campeão. No primeiro jogo, França fez 1 a 0 para o São Paulo no começo do jogo e deu números finais à partida. No clássico decisivo, o Peixe precisava vencer por dois gols de diferença. Fez 1 a 0, mas Rogério Ceni empatou em cobrança de falta. No segundo tempo, Rincón fez 2 a 1 para o time da Vila, mas Marcelinho Paraíba empatou novamente para o tricolor, garantindo o 2 a 2 e o título de 2000. Essa derrota impôs ao Santos seu 16.º ano de jejum e deu início à década de maior rivalidade entre os dois clubes.

| 10 de junho de 2000 | Santos | 0 – 1 | São Paulo       | Morumbi, São Paulo Público: 57 101 Renda: não divulgada Árbitros: Paulo César de Oliveira e Sálvio Spínola Fagundes Filho |
|                     |        |       | França 1 do 1.º | |

Santos: Carlos Germano, Baiano, André Luís, Claudiomiro e Rubens Cardoso; Ânderson Luís, Rincón, Valdo e Robert (Eduardo Marques 12 do 2.º); Valdir (Dodô intervalo) e Caio (Deivid 27 do 2.º). Técnico: Giba.
São Paulo: Rogério Ceni, Belletti, Edmílson, Rogério Pinheiro e Fábio Aurélio; Maldonado, Vágner, Raí (Fabiano 36 do 2.º) e Marcelinho Paraíba (Sandro Hiroshi 45 do 2.º); Edu (Souza 21 do 2.º) e França. Técnico: Levir Culpi.
| 18 de junho de 2000 | São Paulo                                           | 2 – 2 | Santos                                                     | Morumbi, São Paulo Público: 74 916 Renda: não divulgada Árbitros: Alfredo dos Santos Loebeling e Ílson Honorato dos Santos |
|                     | Rogério Ceni 38 do 1.º Marcelinho Paraíba 23 do 2.º |       | Dodô 29 do 1.º Rincón 9 do 2.º (p) Ânderson Luís 27 do 2.º | |

São Paulo: Rogério Ceni, Belletti, Edmílson, Rogério Pinheiro e Fábio Aurélio; Maldonado, Vágner, Marcelinho Paraíba e Raí (Fabiano 41 do 2.º); Edu (Carlos Miguel 16 do 2.º) e Evair (Sandro Hiroshi 16 do 2.º). Técnico: Levir Culpi.
Santos: Carlos Germano, Baiano, André Luís, Claudiomiro e Rubens Cardoso (Aílton 22 do 2.º); Ânderson Luís, Rincón, Robert e Valdo (Deivid 19 do 2.º); Caio (Márcio Santos 32 do 2.º) e Dodô. Técnico: Giba.
Campeonato Paulista de 2005
- O São Paulo disparou na liderança do Paulistão de 2005. Iria levantar a taça contra a Portuguesa e na última rodada jogar na Vila Belmiro contra o Santos. A diretoria santista, entretanto, não queria ver a festa adversária em sua casa e mudou o jogo para Mogi Mirim. Só que o São Paulo perdeu para a Lusa, e o Santos, com 32 pontos podendo ainda empatar com os 41 do líder São Paulo, perdeu a chance de usar seu "alçapão" para impedir o título tricolor. No jogo em Mogi, um 0 a 0 garantiu a 21.ª conquista estadual são-paulina.

| 3 de abril de 2005 | Santos             | 0 – 0 | São Paulo         | Estádio Wílson Fernandes de Barros, Mogi Mirim Público: 12 382 Renda: R$ 200 261 Árbitro: Wilson Luiz Seneme |
|                    | Hallison 20 do 1.º |       | Grafite 45 do 2.º | |

Santos: Henao, Ávalos, Hallison e Domingos; Bóvio, Zé Elias (Preto 34 do 2.º), Rogério, Rossini e Flávio; Robinho e William (Fábio Baiano 25 do 1.º, depois Deivid 12 do 2.º). Técnico: Alexandre Gallo.
São Paulo: Rogério Ceni, Lugano, Fabão e Edcarlos; Cicinho, Mineiro (Renan 33 do 2.º), Josué, Danilo (Marco Antônio 38 do 2.º) e Júnior; Grafite e Diego Tardelli (Luizão 17 do 2.º). Técnico: Emerson Leão.
Obs.: o Santos não poderia ser campeão nessa partida.

## Confrontos em competições internacionais
Supercopa Libertadores de 1992
- O primeiro San-São válido por torneio internacional oficial ocorreu nas oitavas-de-final da Supercopa Libertadores de 1992. No primeiro jogo, realizado no Parque Antarctica, empate em 1 a 1; no jogo de volta, no Morumbi goleada tricolor por 4 a 1.

| 29 de setembro de 1992 | Santos         | 1 – 1 | São Paulo        | Parque Antarctica, São Paulo Público: 11 042 Renda:Cr$ 123 305 -->Árbitro: Márcio Rezende de Freitas |
|                        | Guga 27 do 2.º |       | Müller 33 do 2.º | |

Santos: ? Técnico: Geninho
São Paulo: Zetti, Vítor, Lula, Ronaldão e Ivan; Dinho, Toninho Cerezo, Raí e Palhinha; Catê e Müller. Técnico: Telê Santana.
| 13 de outubro de 1992 | São Paulo                                                        | 4 – 1 | Santos         | Morumbi, São Paulo Público: 8 425 Renda:Cr$ 142 675 -->Árbitro: Cláudio Vinícius Cerdeira |
|                       | Raí 9 do 1.º Palhinha 17 do 1.º Válber 23 do 2.º Dinho 39 do 2.º |       | Guga 45 do 1.º |                                                                                           |

São Paulo: Zetti, Vítor, Adílson, Válber e Marcos Adriano; Pintado, Toninho Cerezo (Dinho), Raí e Palhinha; Catê e Müller. Técnico: Telê Santana.
Santos: ? Técnico: ?
Copa Sul-Americana de 2004
- O segundo confronto válido por torneio internacional oficial ocorreu nas oitavas-de-final da Copa Sul-Americana de 2004. Desta vez, o Santos se vingou: ganhou por 1 a 0 em Santos, com o time reserva, e classificou-se com o empate em 1 a 1 no Morumbi.

| 10 de outubro de 2004 | Santos          | 1 – 0 | São Paulo | Vila Belmiro, Santos Público: 12 260 Renda: R$ 105 750 Árbitro: Carlos Eugênio Simon |
|                       | Elano 31 do 2.º |       |           |                                                                                      |

Santos: Mauro, Leonardo, André Luís e Ávalos (Ricardinho 26 do 2.º); Paulo César, Fabinho, Bóvio, Preto Casagrande e Márcio Careca (Léo 29 do 2.º); Marcinho e William (Elano 25 do 2.º). Técnico: Vanderlei Luxemburgo.
São Paulo: Rogério Ceni, Alex Bruno, Lugano e Rodrigo; Cicinho, Alê (Gabriel 9 do 2.º), Renan, Danilo e Júnior (Souza 33 do 2.º); Nildo (Diego Tardelli 12 do 2.º) e Grafite. Técnico: Emerson Leão.
| 20 de outubro de 2004 | São Paulo                        | 1 – 1 | Santos                                      | Morumbi, São Paulo Público: 8 196 Renda: R$ 110 624 Árbitro: Wagner Tardelli |
|                       | Rodrigo 4 do 2.º Fabão 28 do 1.º |       | Preto Casagrande 36 do 2.º Ávalos 28 do 1.º |                                                                              |

São Paulo: Rogério Ceni, Fabão, Lugano e Rodrigo; Cicinho, Alê, Renan, Danilo e Júnior (Souza 34 do 2.º); Jean (Rondón 18 do 2.º) e Diego Tardelli. Técnico: Emerson Leão.
Santos: Mauro, Ávalos, Domingos e Leonardo; Bóvio, Zé Elias (Paulo César 12 do 2.º), Fabinho (Preto Casagrande intervalo), Luís Augusto e Márcio Careca; Marcinho e William (Deivid 17 do 2.º). Técnico: Vanderlei Luxemburgo

## Demais confrontos eliminatórios
- 1978 – Santos elimina o São Paulo nas quartas de final do primeiro turno do Paulista;[9]
- 1981 – São Paulo elimina Santos nas oitavas de final do Campeonato Brasileiro;
- 1983 – São Paulo elimina Santos nas semifinais do Campeonato Paulista;
- 1990 – São Paulo elimina o Santos nas quartas de final do Campeonato Brasileiro;
- 1992 – São Paulo elimina Santos nas oitavas de final da Supercopa da Libertadores;
- 2002 – Santos elimina o São Paulo nas quartas de final do Campeonato Brasileiro;
- 2004 – Santos elimina o São Paulo na fase classificatória da Copa Sul-Americana;
- 2010 – Santos elimina o São Paulo nas semifinais do Campeonato Paulista;
- 2011 – Santos elimina o São Paulo nas semifinais do Campeonato Paulista;
- 2012 – Santos elimina o São Paulo nas semifinais do Campeonato Paulista;
- 2015 – Santos elimina o São Paulo nas semifinais do Campeonato Paulista;
- 2015 – Santos elimina o São Paulo nas semifinais da Copa do Brasil;

## Maiores públicos
- Onde não constam públicos pagante e total a referência é ao número de pagantes, jogos disputados no Estádio do Morumbi, acima de 60.000 pagantes.[10][11]

1. 156.824 São Paulo 1×0  Santos, em 16 de novembro de 1980 (156.824 pagantes, maior público da história do Morumbi)
2. 115 155, São Paulo 1×1 Santos, em 24 de junho de 1979 (107 485 pagantes)
3. 97 191, São Paulo 1×3 Santos, em 1 de outubro de 1978 (91 962 pagantes)
4. 88 316, São Paulo 1×2 Santos, em 20 de junho de 1979 (81 788 pagantes)
5. 85 355, São Paulo 0×0 Santos, em 15 de maio de 1971 (75 549 pagantes)
6. 80 488, São Paulo 2×0 Santos, em 28 de junho de 1979 (74 535 pagantes)
7. 78 472, São Paulo 4×1 Santos, em 28 de janeiro de 1979 (74 356 pagantes)
8. 78 028, São Paulo 2×1 Santos, em 12 de maio de 1979 (73 803 pagantes)
9. 74 916, São Paulo 2×2 Santos, em 18 de junho de 2000 (74 916 pagantes)
10. 64 946, São Paulo 1×2 Santos, em 28 de novembro de 2002 (64 946 pagantes)
11. 63 475, São Paulo 2×1 Santos, em 2 de setembro de 1984 (56 839 pagantes)
12. 61 130, São Paulo 1×0 Santos, em 19 de novembro de 1980

Por décadas
- 1971/1980: 9.
- 1981/1990: 1.
- 2000/2010: 2.

Na Era Pacaembu (1940-1970)
- Relacionados apenas jogos até 1970.

1. 60 115, Santos 1×4 São Paulo, em 15 de agosto de 1963
2. 51 600, Santos 4×2 São Paulo, em 3 de janeiro de 1967

No Estádio do Pacaembu
1. 60 115, Santos 1×4 São Paulo, em 15 de agosto de 1963

No Estádio Palestra Itália
1. 33 861, Santos 2×2 São Paulo, em 25 de março de 1973

No Estádio da Vila Belmiro
1. 23 562, Santos 0×0 São Paulo, em 16 de agosto de 1967 (17 562 pagantes)[12]

## Estádios
- O São Paulo geralmente manda seus clássicos no Morumbi, palco de 101 jogos.[13][14]
- O mando de campo santista normalmente é exercido na Vila Belmiro, onde ocorreram 103 jogos.[14]
- O terceiro palco histórico deste clássico é o Estádio do Pacaembu, onde ocorreram 72 confrontos.[14]
- Até o fim do século XX, os clássicos com grande previsão de público eram normalmente jogados no Morumbi, independente do mando, mas, por questões políticas, essa não é mais a tendência nos jogos entre os dois clubes.

## Lista de jogos
| Mandante  | Placar | Visitante | Estádio              | Data       | Torneio                                     |
| São Paulo | 0 x 1  | Santos    | Morumbis             | 14/02/2024 | Campeonato Paulista                         |
| Santos    | 0 x 0  | São Paulo | Vila Belmiro         | 12/11/2023 | Campeonato Brasileiro                       |
| São Paulo | 4 x 1  | Santos    | Morumbi              | 16/07/2023 | Campeonato Brasileiro                       |
| São Paulo | 3 x 1  | Santos    | Morumbi              | 12/02/2023 | Campeonato Paulista                         |
| Santos    | 1 x 0  | São Paulo | Vila Belmiro         | 21/08/2022 | Campeonato Brasileiro                       |
| São Paulo | 2 x 1  | Santos    | Morumbi              | 02/05/2022 | Campeonato Brasileiro                       |
| Santos    | 0 x 3  | São Paulo | Vila Belmiro         | 20/02/2022 | Campeonato Paulista                         |
| São Paulo | 1 x 1  | Santos    | Morumbi              | 10/07/2021 | Campeonato Brasileiro                       |
| Santos    | 2 x 0  | São Paulo | Vila Belmiro         | 20/06/2021 | Campeonato Brasileiro                       |
| São Paulo | 4 x 0  | Santos    | Morumbi              | 06/03/2021 | Campeonato Paulista                         |
| São Paulo | 0 x 1  | Santos    | Morumbi              | 10/01/2021 | Campeonato Brasileiro                       |
| Santos    | 2 x 2  | São Paulo | Vila Belmiro         | 12/09/2020 | Campeonato Brasileiro                       |
| São Paulo | 2 x 1  | Santos    | Morumbi              | 14/03/2020 | Campeonato Paulista                         |
| Anos 2010 |        |           |                      |            |                                             |
| Santos    | 1 x 1  | São Paulo | Vila Belmiro         | 16/11/2019 | Campeonato Brasileiro                       |
| São Paulo | 3 x 2  | Santos    | Morumbi              | 10/8/2019  | Campeonato Brasileiro                       |
| Santos    | 2 x 0  | São Paulo | Pacaembu             | 27/1/2019  | Campeonato Paulista                         |
| Santos    | 0 x 0  | São Paulo | Vila Belmiro         | 16/9/2018  | Campeonato Brasileiro                       |
| São Paulo | 1 x 0  | Santos    | Morumbi              | 20/5/2018  | Campeonato Brasileiro                       |
| São Paulo | 0 x 1  | Santos    | Morumbi              | 18/2/2018  | Campeonato Paulista                         |
| São Paulo | 2 x 1  | Santos    | Pacaembu             | 28/10/2017 | Campeonato Brasileiro                       |
| Santos    | 3 x 2  | São Paulo | Vila Belmiro         | 9/7/2017   | Campeonato Brasileiro                       |
| Santos    | 1 x 3  | São Paulo | Vila Belmiro         | 15/2/2017  | Campeonato Paulista                         |
| São Paulo | 0 x 1  | Santos    | Pacaembu             | 13/10/2016 | Campeonato Brasileiro                       |
| Santos    | 3 x 0  | São Paulo | Pacaembu             | 26/6/2016  | Campeonato Brasileiro                       |
| Santos    | 1 x 1  | São Paulo | Vila Belmiro         | 27/3/2016  | Campeonato Paulista                         |
| Santos    | 3 x 1  | São Paulo | Vila Belmiro         | 28/10/2015 | Copa do Brasil                              |
| São Paulo | 1 x 3  | Santos    | Morumbi              | 21/10/2015 | Copa do Brasil                              |
| Santos    | 3 x 0  | São Paulo | Vila Belmiro         | 9/9/2015   | Campeonato Brasileiro                       |
| São Paulo | 3 x 2  | Santos    | Morumbi              | 3/6/2015   | Campeonato Brasileiro                       |
| Santos    | 2 x 1  | São Paulo | Vila Belmiro         | 19/4/2015  | Campeonato Paulista                         |
| Santos    | 0 x 0  | São Paulo | Vila Belmiro         | 11/2/2015  | Campeonato Paulista                         |
| Santos    | 0 x 1  | São Paulo | Arena Pantanal       | 23/11/2014 | Campeonato Brasileiro                       |
| São Paulo | 2 x 1  | Santos    | Morumbi              | 24/8/2014  | Campeonato Brasileiro                       |
| São Paulo | 0 x 0  | Santos    | Morumbi              | 23/2/2014  | Campeonato Paulista                         |
| Santos    | 3 x 0  | São Paulo | Vila Belmiro         | 02/10/2013 | Campeonato Brasileiro                       |
| São Paulo | 0 x 2  | Santos    | Morumbi              | 7/7/2013   | Campeonato Brasileiro                       |
| Santos    | 3 x 1  | São Paulo | Vila Belmiro         | 3/2/2013   | Campeonato Paulista                         |
| Santos    | 0 x 0  | São Paulo | Vila Belmiro         | 9/9/2012   | Campeonato Brasileiro                       |
| São Paulo | 1 x 0  | Santos    | Morumbi              | 10/6/2012  | Campeonato Brasileiro                       |
| São Paulo | 1 x 3  | Santos    | Morumbi              | 29/4/2012  | Campeonato Paulista                         |
| São Paulo | 3 x 2  | Santos    | Morumbi              | 18/3/2012  | Campeonato Paulista                         |
| São Paulo | 4 x 1  | Santos    | Romildo Ferreira     | 4/12/2011  | Campeonato Brasileiro                       |
| Santos    | 1 x 1  | São Paulo | Vila Belmiro         | 28/8/2011  | Campeonato Brasileiro                       |
| São Paulo | 0 x 2  | Santos    | Morumbi              | 30/4/2011  | Campeonato Paulista                         |
| Santos    | 2 x 0  | São Paulo | Arena Barueri        | 30/1/2011  | Campeonato Paulista                         |
| São Paulo | 4 x 3  | Santos    | Morumbi              | 17/10/2010 | Campeonato Brasileiro                       |
| Santos    | 1 x 0  | São Paulo | Vila Belmiro         | 25/7/2010  | Campeonato Brasileiro                       |
| Santos    | 3 x 0  | São Paulo | Vila Belmiro         | 18/4/2010  | Campeonato Paulista                         |
| São Paulo | 2 x 3  | Santos    | Morumbi              | 11/4/2010  | Campeonato Paulista                         |
| São Paulo | 1 x 2  | Santos    | Arena Barueri        | 7/2/2010   | Campeonato Paulista                         |
| Anos 2000 |        |           |                      |            |                                             |
| Santos    | 3 x 4  | São Paulo | Vila Belmiro         | 25/10/2009 | Campeonato Brasileiro                       |
| São Paulo | 2 x 1  | Santos    | Morumbi              | 19/7/2009  | Campeonato Brasileiro                       |
| Santos    | 1 x 0  | São Paulo | Vila Belmiro         | 0/3/2009   | Campeonato Paulista                         |
| São Paulo | 0 x 0  | Santos    | Morumbi              | 31/8/2008  | Campeonato Brasileiro                       |
| Santos    | 0 x 0  | São Paulo | Vila Belmiro         | 1/6/2008   | Campeonato Brasileiro                       |
| São Paulo | 3 x 2  | Santos    | Morumbi              | 10/2/2008  | Campeonato Paulista                         |
| São Paulo | 2 x 1  | Santos    | Morumbi              | 15/9/2007  | Campeonato Brasileiro                       |
| Santos    | 0 x 2  | São Paulo | Vila Belmiro         | 24/6/2007  | Campeonato Brasileiro                       |
| Santos    | 1 x 1  | São Paulo | Vila Belmiro         | 11/3/2007  | Campeonato Paulista                         |
| Santos    | 0 x 1  | São Paulo | Vila Belmiro         | 5/11/2006  | Campeonato Brasileiro                       |
| São Paulo | 0 x 4  | Santos    | Morumbi              | 30/7/2006  | Campeonato Brasileiro                       |
| São Paulo | 3 x 1  | Santos    | Morumbi              | 2/4/2006   | Campeonato Paulista                         |
| São Paulo | 1 x 2  | Santos    | Morumbi              | 22/10/2005 | Campeonato Brasileiro                       |
| Santos    | 2 x 1  | São Paulo | Vila Belmiro         | 17/7/2005  | Campeonato Brasileiro                       |
| Santos    | 0 x 0  | São Paulo | Wilson de Barros     | 3/4/2005   | Campeonato Paulista                         |
| São Paulo | 1 x 0  | Santos    | Morumbi              | 24/10/2004 | Campeonato Brasileiro                       |
| São Paulo | 1 x 1  | Santos    | Morumbi              | 20/10/2004 | Copa Sul-Americana                          |
| Santos    | 1 x 0  | São Paulo | Vila Belmiro         | 10/10/2004 | Copa Sul-Americana                          |
| Santos    | 2 x 1  | São Paulo | Vila Belmiro         | 10/7/2004  | Campeonato Brasileiro                       |
| São Paulo | 1 x 2  | Santos    | Morumbi              | 4/10/2003  | Campeonato Brasileiro                       |
| Santos    | 3 x 2  | São Paulo | Vila Belmiro         | 1/6/2003   | Campeonato Brasileiro                       |
| Santos    | 1 x 2  | São Paulo | Vila Belmiro         | 15/2/2003  | Campeonato Paulista                         |
| São Paulo | 1 x 2  | Santos    | Morumbi              | 28/11/2002 | Campeonato Brasileiro                       |
| Santos    | 3 x 1  | São Paulo | Vila Belmiro         | 24/11/2002 | Campeonato Brasileiro                       |
| São Paulo | 3 x 2  | Santos    | Morumbi              | 16/10/2002 | Campeonato Brasileiro                       |
| Santos    | 3 x 2  | São Paulo | Vila Belmiro         | 7/4/2002   | Torneio Rio-São Paulo                       |
| Santos    | 1 x 0  | São Paulo | Vila Belmiro         | 3/10/2001  | Campeonato Brasileiro                       |
| São Paulo | 4 x 2  | Santos    | Morumbi              | 4/2/2001   | Campeonato Paulista                         |
| Santos    | 1 x 1  | São Paulo | Vila Belmiro         | 9/8/2000   | Copa João Havelange                         |
| São Paulo | 2 x 2  | Santos    | Morumbi              | 18/6/2000  | Campeonato Paulista                         |
| Santos    | 0 x 1  | São Paulo | Morumbi              | 10/6/2000  | Campeonato Paulista                         |
| Santos    | 1 x 1  | São Paulo | Vila Belmiro         | 13/5/2000  | Campeonato Paulista                         |
| Santos    | 0 x 1  | São Paulo | Vila Belmiro         | 2/2/2000   | Torneio Rio-São Paulo                       |
| São Paulo | 5 x 2  | Santos    | Morumbi              | 26/1/2000  | Torneio Rio-São Paulo                       |
| Anos 1990 |        |           |                      |            |                                             |
| Santos    | 3 x 2  | São Paulo | Vila Belmiro         | 28/7/1999  | Campeonato Brasileiro                       |
| Santos    | 1 x 2  | São Paulo | Pacaembu             | 24/3/1999  | Campeonato Paulista                         |
| São Paulo | 1 x 3  | Santos    | Morumbi              | 23/8/1998  | Campeonato Brasileiro                       |
| São Paulo | 2 x 1  | Santos    | Morumbi              | 28/3/1998  | Campeonato Paulista                         |
| Santos    | 2 x 3  | São Paulo | Vila Belmiro         | 7/3/1998   | Campeonato Paulista                         |
| São Paulo | 1 x 1  | Santos    | Prudentão            | 14/2/1998  | Torneio Rio-São Paulo                       |
| Santos    | 1 x 1  | São Paulo | Santa Cruz           | 31/1/1998  | Torneio Rio-São Paulo                       |
| Santos    | 2 x 1  | São Paulo | Vila Belmiro         | 17/9/1997  | Campeonato Brasileiro                       |
| São Paulo | 3 x 0  | Santos    | Morenão              | 17/6/1997  | Copa dos Campeões Mundiais                  |
| São Paulo | 1 x 0  | Santos    | Pacaembu             | 31/5/1997  | Campeonato Paulista                         |
| Santos    | 2 x 2  | São Paulo | Vila Belmiro         | 23/4/1997  | Campeonato Paulista                         |
| São Paulo | 1 x 1  | Santos    | Morumbi              | 16/3/1997  | Campeonato Paulista                         |
| São Paulo | 2 x 1  | Santos    | Morumbi              | 24/8/1996  | Campeonato Brasileiro                       |
| Santos    | 1 x 1  | São Paulo | Verdão               | 28/6/1996  | Copa dos Campeões Mundiais                  |
| São Paulo | 2 x 1  | Santos    | Pacaembu             | 14/4/1996  | Campeonato Paulista                         |
| Santos    | 1 x 2  | São Paulo | Vila Belmiro         | 3/2/1996   | Campeonato Paulista                         |
| Santos    | 0 x 1  | São Paulo | Vila Belmiro         | 19/9/1995  | Campeonato Brasileiro                       |
| São Paulo | 0 x 0  | Santos    | Parque do Sabiá      | 28/7/1995  | Copa dos Campeões Mundiais                  |
| Santos    | 2 x 1  | São Paulo | Parque do Sabiá      | 5/7/1995   | Copa dos Campeões Mundiais                  |
| São Paulo | 0 x 0  | Santos    | Pacaembu             | 4/6/1995   | Campeonato Paulista                         |
| Santos    | 1 x 1  | São Paulo | Vila Belmiro         | 9/4/1995   | Campeonato Paulista                         |
| Santos    | 2 x 3  | São Paulo | Vila Belmiro         | 8/10/1994  | Campeonato Brasileiro                       |
| Santos    | 0 x 0  | São Paulo | Morumbi              | 10/4/1994  | Campeonato Paulista                         |
| São Paulo | 2 x 0  | Santos    | Morumbi              | 30/1/1994  | Campeonato Paulista                         |
| São Paulo | 6 x 1  | Santos    | Morumbi              | 3/6/1993   | Campeonato Paulista                         |
| Santos    | 3 x 2  | São Paulo | Pacaembu             | 21/5/1993  | Campeonato Paulista                         |
| Santos    | 1 x 0  | São Paulo | Vila Belmiro         | 25/4/1993  | Campeonato Paulista                         |
| São Paulo | 1 x 0  | Santos    | Morumbi              | 7/3/1993   | Campeonato Paulista                         |
| São Paulo | 2 x 1  | Santos    | Pacaembu             | 18/11/1992 | Campeonato Paulista                         |
| Santos    | 0 x 3  | São Paulo | Pacaembu             | 11/11/1992 | Campeonato Paulista                         |
| São Paulo | 4 x 1  | Santos    | Pacaembu             | 13/10/1992 | Supercopa Sudamericana                      |
| Santos    | 1 x 1  | São Paulo | Parque Antarctica    | 29/9/1992  | Supercopa Sudamericana                      |
| São Paulo | 0 x 0  | Santos    | Morumbi              | 20/9/1992  | Campeonato Paulista                         |
| Santos    | 3 x 2  | São Paulo | Vila Belmiro         | 5/9/1992   | Campeonato Paulista                         |
| São Paulo | 1 x 0  | Santos    | Morumbi              | 1/7/1992   | Campeonato Brasileiro                       |
| Santos    | 1 x 1  | São Paulo | Pacaembu             | 27/6/1992  | Campeonato Brasileiro                       |
| Santos    | 1 x 1  | São Paulo | Vila Belmiro         | 29/1/1992  | Campeonato Brasileiro                       |
| São Paulo | 1 x 2  | Santos    | Morumbi              | 17/2/1991  | Campeonato Brasileiro                       |
| São Paulo | 1 x 1  | Santos    | Morumbi              | 1/12/1990  | Campeonato Brasileiro                       |
| Santos    | 0 x 1  | São Paulo | Vila Belmiro         | 24/11/1990 | Campeonato Brasileiro                       |
| Santos    | 1 x 0  | São Paulo | Vila Belmiro         | 29/8/1990  | Campeonato Brasileiro                       |
| Santos    | 0 x 1  | São Paulo | Pacaembu             | 25/3/1990  | Campeonato Paulista                         |
| Anos 1980 |        |           |                      |            |                                             |
| São Paulo | 3 x 0  | Santos    | Morumbi              | 11/11/1989 | Campeonato Brasileiro                       |
| Santos    | 2 x 1  | São Paulo | Pacaembu             | 18/5/1989  | Campeonato Paulista                         |
| São Paulo | 1 x 0  | Santos    | Morumbi              | 2/10/1988  | Campeonato Brasileiro                       |
| Santos    | 1 x 1  | São Paulo | Pacaembu             | 13/7/1988  | Campeonato Paulista                         |
| São Paulo | 2 x 0  | Santos    | Morumbi              | 29/6/1988  | Campeonato Paulista                         |
| São Paulo | 0 x 3  | Santos    | Morumbi              | 22/5/1988  | Campeonato Paulista                         |
| São Paulo | 3 x 1  | Santos    | Morumbi              | 24/10/1987 | Copa União                                  |
| São Paulo | 1 x 0  | Santos    | Morumbi              | 2/8/1987   | Campeonato Paulista                         |
| Santos    | 3 x 2  | São Paulo | Vila Belmiro         | 19/4/1987  | Campeonato Paulista                         |
| Santos    | 0 x 0  | São Paulo | Morumbi              | 23/11/1986 | Campeonato Brasileiro                       |
| São Paulo | 2 x 0  | Santos    | Morumbi              | 19/10/1986 | Campeonato Brasileiro                       |
| Santos    | 1 x 0  | São Paulo | Municipal de Riazor  | 9/8/1986   | Torneio Amistoso                            |
| Santos    | 1 x 2  | São Paulo | Vila Belmiro         | 13/7/1986  | Campeonato Paulista                         |
| Santos    | 1 x 3  | São Paulo | Morumbi              | 30/3/1986  | Campeonato Paulista                         |
| São Paulo | 3 x 0  | Santos    | Morumbi              | 27/10/1985 | Campeonato Paulista                         |
| Santos    | 1 x 1  | São Paulo | Morumbi              | 7/7/1985   | Campeonato Paulista                         |
| São Paulo | 0 x 0  | Santos    | Morumbi              | 11/11/1984 | Campeonato Paulista                         |
| Santos    | 1 x 4  | São Paulo | Morumbi              | 2/9/1984   | Campeonato Paulista                         |
| Santos    | 1 x 1  | São Paulo | Morumbi              | 7/12/1983  | Campeonato Paulista                         |
| São Paulo | 2 x 1  | Santos    | Morumbi              | 2/12/1983  | Campeonato Paulista                         |
| Santos    | 2 x 1  | São Paulo | Morumbi              | 1/11/1983  | Campeonato Paulista                         |
| São Paulo | 3 x 0  | Santos    | Morumbi              | 19/6/1983  | Campeonato Paulista                         |
| São Paulo | 0 x 0  | Santos    | Morumbi              | 3/10/1982  | Campeonato Paulista                         |
| Santos    | 1 x 1  | São Paulo | Morumbi              | 9/9/1982   | Campeonato Paulista                         |
| São Paulo | 1 x 0  | Santos    | Morumbi              | 25/5/1982  | Torneio dos Campeões                        |
| Santos    | 0 x 1  | São Paulo | Vila Belmiro         | 2/5/1982   | Torneio dos Campeões                        |
| Santos    | 0 x 2  | São Paulo | Vila Belmiro         | 17/4/1982  | Amistoso                                    |
| Santos    | 2 x 3  | São Paulo | Morumbi              | 18/10/1981 | Campeonato Paulista                         |
| São Paulo | 3 x 0  | Santos    | Morumbi              | 14/6/1981  | Campeonato Paulista                         |
| São Paulo | 2 x 1  | Santos    | Morumbi              | 12/4/1981  | Campeonato Brasileiro                       |
| Santos    | 0 x 2  | São Paulo | Pacaembu             | 8/4/1981   | Campeonato Brasileiro                       |
| Santos    | 0 x 1  | São Paulo | Morumbi              | 19/11/1980 | Campeonato Paulista                         |
| São Paulo | 1 x 0  | Santos    | Morumbi              | 16/11/1980 | Campeonato Paulista                         |
| Santos    | 1 x 1  | São Paulo | Morumbi              | 19/10/1980 | Campeonato Paulista                         |
| São Paulo | 2 x 2  | Santos    | Morumbi              | 19/7/1980  | Campeonato Paulista                         |
| Anos 1970 |        |           |                      |            |                                             |
| São Paulo | 0 x 3  | Santos    | Morumbi              | 28/10/1979 | Campeonato Paulista                         |
| São Paulo | 1 x 0  | Santos    | Pacaembu             | 29/7/1979  | Campeonato Paulista                         |
| Santos    | 0 x 2  | São Paulo | Morumbi              | 28/6/1979  | Campeonato Paulista                         |
| Santos    | 1 x 1  | São Paulo | Morumbi              | 24/6/1979  | Campeonato Paulista                         |
| São Paulo | 1 x 2  | Santos    | Morumbi              | 20/6/1979  | Campeonato Paulista                         |
| São Paulo | 2 x 1  | Santos    | Morumbi              | 12/5/1979  | Campeonato Paulista                         |
| Santos    | 4 x 1  | São Paulo | Morumbi              | 28/1/1979  | Campeonato Paulista                         |
| São Paulo | 0 x 0  | Santos    | Morumbi              | 11/11/1978 | Campeonato Paulista                         |
| São Paulo | 1 x 3  | Santos    | Morumbi              | 1/10/1978  | Campeonato Paulista                         |
| Santos    | 0 x 2  | São Paulo | Pacaembu             | 14/9/1977  | Campeonato Paulista                         |
| Santos    | 0 x 3  | São Paulo | Pacaembu             | 3/7/1977   | Campeonato Paulista                         |
| São Paulo | 2 x 0  | Santos    | Morumbi              | 1/5/1977   | Campeonato Paulista                         |
| Santos    | 2 x 1  | São Paulo | Nhozinho Santos      | 12/12/1976 | Toneio Amistoso                             |
| Santos    | 0 x 1  | São Paulo | Barão de Serra Negra | 7/11/1976  | Toneio Amistoso                             |
| Santos    | 1 x 0  | São Paulo | Vila Belmiro         | 30/10/1976 | Amistoso                                    |
| Santos    | 0 x 0  | São Paulo | Vila Belmiro         | 27/6/1976  | Campeonato Paulista                         |
| Santos    | 3 x 3  | São Paulo | Morumbi              | 12/2/1976  | Toneio Amistoso                             |
| São Paulo | 1 x 0  | Santos    | Morumbi              | 28/9/1975  | Campeonato Brasileiro                       |
| Santos    | 2 x 1  | São Paulo | Morumbi              | 7/8/1975   | Campeonato Paulista                         |
| São Paulo | 1 x 0  | Santos    | Morumbi              | 29/6/1975  | Campeonato Paulista                         |
| São Paulo | 2 x 0  | Santos    | Morumbi              | 4/5/1975   | Campeonato Paulista                         |
| São Paulo | 1 x 1  | Santos    | Pacaembu             | 27/10/1974 | Campeonato Paulista                         |
| São Paulo | 1 x 1  | Santos    | Pacaembu             | 15/9/1974  | Campeonato Paulista                         |
| Santos    | 1 x 1  | São Paulo | Morumbi              | 2/6/1974   | Campeonato Brasileiro                       |
| Santos    | 1 x 2  | São Paulo | Morumbi              | 29/2/1974  | Campeonato Brasileiro                       |
| Santos    | 1 x 0  | São Paulo | Morumbi              | 17/12/1973 | Campeonato Brasileiro                       |
| São Paulo | 0 x 0  | Santos    | Morumbi              | 29/7/1973  | Campeonato Paulista                         |
| Santos    | 2 x 2  | São Paulo | Parque Antarctica    | 25/3/1973  | Campeonato Paulista                         |
| Santos    | 1 x 1  | São Paulo | Vila Belmiro         | 27/1/1973  | Amistoso                                    |
| Santos    | 1 x 0  | São Paulo | Pacaembu             | 28/9/1972  | Campeonato Brasileiro                       |
| São Paulo | 2 x 0  | Santos    | Morumbi              | 23/7/1972  | Campeonato Paulista                         |
| Santos    | 1 x 3  | São Paulo | Pacaembu             | 16/4/1972  | Campeonato Paulista                         |
| Santos    | 3 x 1  | São Paulo | Morumbi              | 14/8/1971  | Campeonato Brasileiro                       |
| São Paulo | 0 x 0  | Santos    | Morumbi              | 16/5/1971  | Campeonato Paulista                         |
| Santos    | 1 x 0  | São Paulo | Vila Belmiro         | 21/4/1971  | Campeonato Paulista                         |
| Santos    | 3 x 2  | São Paulo | Pacaembu             | 29/11/1970 | Torneio Roberto Gomes Pedrosa               |
| São Paulo | 3 x 2  | Santos    | Morumbi              | 9/8/1970   | Campeonato Paulista                         |
| Santos    | 2 x 3  | São Paulo | Parque Antarctica    | 12/7/1970  | Campeonato Paulista                         |
| São Paulo | 1 x 2  | Santos    | Parque Antarctica    | 15/4/1970  | Torneio Amistoso                            |
| Santos    | 4 x 0  | São Paulo | Vila Belmiro         | 21/3/1970  | Torneio Amistoso                            |
| Anos 1960 |        |           |                      |            |                                             |
| São Paulo | 1 x 1  | Santos    | Morumbi              | 9/11/1969  | Torneio Roberto Gomes Pedrosa               |
| São Paulo | 0 x 0  | Santos    | Morumbi              | 21/6/1969  | Campeonato Paulista                         |
| Santos    | 1 x 0  | São Paulo | Vila Belmiro         | 21/5/1969  | Campeonato Paulista                         |
| São Paulo | 0 x 3  | Santos    | Morumbi              | 09/3/1969  | Campeonato Paulista                         |
| Santos    | 0 x 0  | São Paulo | Morumbi              | 20/10/1968 | Torneio Roberto Gomes Pedrosa               |
| Santos    | 3 x 1  | São Paulo | Vila Belmiro         | 1/6/1968   | Campeonato Paulista                         |
| São Paulo | 2 x 5  | Santos    | Morumbi              | 27/3/1968  | Campeonato Paulista                         |
| Santos    | 2 x 1  | São Paulo | Pacaembu             | 21/12/1967 | Campeonato Paulista                         |
| São Paulo | 2 x 2  | Santos    | Morumbi              | 15/10/1967 | Campeonato Paulista                         |
| Santos    | 0 x 0  | São Paulo | Vila Belmiro         | 16/8/1967  | Campeonato Paulista                         |
| Santos    | 1 x 1  | São Paulo | Pacaembu             | 1/4/1967   | Torneio Roberto Gomes Pedrosa               |
| São Paulo | 2 x 1  | Santos    | Morumbi              | 30/10/1966 | Campeonato Paulista                         |
| Santos    | 1 x 0  | São Paulo | Vila Belmiro         | 28/9/1966  | Campeonato Paulista                         |
| São Paulo | 3 x 2  | Santos    | Pacaembu             | 23/2/1966  | Torneio Rio-São Paulo                       |
| Santos    | 0 x 0  | São Paulo | Vila Belmiro         | 16/10/1965 | Campeonato Paulista                         |
| Santos    | 1 x 1  | São Paulo | Morumbi              | 1/8/1965   | Campeonato Paulista                         |
| São Paulo | 3 x 1  | Santos    | Pacaembu             | 27/3/1965  | Torneio Rio-São Paulo                       |
| Santos    | 3 x 2  | São Paulo | Morumbi              | 11/10/1964 | Campeonato Paulista                         |
| Santos    | 5 x 1  | São Paulo | Vila Belmiro         | 19/7/1964  | Campeonato Paulista                         |
| Santos    | 4 x 1  | São Paulo | Pacaembu             | 19/4/1964  | Torneio Rio-São Paulo                       |
| Santos    | 1 x 1  | São Paulo | Pacaembu             | 27/11/1963 | Campeonato Paulista                         |
| Santos    | 1 x 4  | São Paulo | Pacaembu             | 15/8/1963  | Campeonato Paulista                         |
| Santos    | 6 x 2  | São Paulo | Pacaembu             | 7/3/1963   | Torneio Rio-São Paulo                       |
| São Paulo | 2 x 5  | Santos    | Pacaembu             | 5/12/1962  | Campeonato Paulista                         |
| Santos    | 3 x 3  | São Paulo | Vila Belmiro         | 2/9/1962   | Campeonato Paulista                         |
| Santos    | 4 x 1  | São Paulo | Vila Belmiro         | 16/12/1961 | Campeonato Paulista                         |
| Santos    | 6 x 3  | São Paulo | Morumbi              | 3/9/1961   | Campeonato Paulista                         |
| Santos    | 1 x 0  | São Paulo | Pacaembu             | 15/3/1961  | Torneio Rio-São Paulo                       |
| Santos    | 1 x 2  | São Paulo | Morumbi              | 11/12/1960 | Campeonato Paulista                         |
| Santos    | 1 x 1  | São Paulo | Vila Belmiro         | 31/8/1960  | Campeonato Paulista                         |
| São Paulo | 1 x 1  | Santos    | Pacaembu             | 21/04/1960 | Torneio Rio-São Paulo                       |
| Anos 1950 |        |           |                      |            |                                             |
| Santos    | 4 x 3  | São Paulo | Vila Belmiro         | 13/12/1959 | Campeonato Paulista                         |
| Santos    | 1 x 2  | São Paulo | Pacaembu             | 27/9/1959  | Campeonato Paulista                         |
| Santos    | 4 x 3  | São Paulo | Pacaembu             | 26/4/1959  | Torneio Rio-São Paulo                       |
| Santos    | 4 x 1  | São Paulo | Vila Belmiro         | 5/4/1959   | Amistoso                                    |
| Santos    | 2 x 2  | São Paulo | Pacaembu             | 18/12/1958 | Campeonato Paulista                         |
| Santos    | 1 x 0  | São Paulo | Vila Belmiro         | 17/8/1958  | Campeonato Paulista                         |
| Santos    | 2 x 1  | São Paulo | Pacaembu             | 24/4/1958  | Torneio Amistoso                            |
| São Paulo | 4 x 2  | Santos    | Pacaembu             | 16/3/1958  | Torneio Rio-São Paulo                       |
| Santos    | 2 x 2  | São Paulo | Pacaembu             | 3/12/1957  | Campeonato Paulista                         |
| Santos    | 2 x 6  | São Paulo | Vila Belmiro         | 17/11/1957 | Campeonato Paulista                         |
| Santos    | 2 x 3  | São Paulo | Pacaembu             | 15/9/1957  | Campeonato Paulista (Torneio Seletivo)      |
| Santos    | 3 x 1  | São Paulo | Pacaembu             | 26/4/1957  | Torneio Rio-São Paulo                       |
| São Paulo | 2 x 4  | Santos    | Pacaembu             | 3/1/1957   | Campeonato Paulista (Partida Desempate)     |
| Santos    | 1 x 3  | São Paulo | Vila Belmiro         | 9/12/1956  | Campeonato Paulista                         |
| Santos    | 2 x 0  | São Paulo | Pacaembu             | 28/10/1956 | Campeonato Paulista                         |
| Santos    | 1 x 0  | São Paulo | Vila Belmiro         | 12/8/1956  | Campeonato Paulista (Torneio Seletivo)      |
| Santos    | 3 x 0  | São Paulo | Pacaembu             | 6/6/1956   | Amistoso                                    |
| Santos    | 3 x 5  | São Paulo | Pacaembu             | 29/4/1956  | Torneio Roberto Gomes Pedrosa               |
| Santos    | 6 x 4  | São Paulo | Vila Belmiro         | 8/3/1956   | Amistoso                                    |
| Santos    | 4 x 1  | São Paulo | Vila Belmiro         | 21/1/1956  | Amistoso                                    |
| Santos    | 1 x 3  | São Paulo | Pacaembu             | 27/11/1955 | Campeonato Paulista                         |
| Santos    | 3 x 1  | São Paulo | Vila Belmiro         | 7/9/1955   | Campeonato Paulista                         |
| Santos    | 2 x 0  | São Paulo | Pacaembu             | 6/4/1955   | Torneio Rio-São Paulo                       |
| São Paulo | 2 x 0  | Santos    | Pacaembu             | 19/12/1954 | Campeonato Paulista                         |
| Santos    | 1 x 1  | São Paulo | Vila Belmiro         | 5/9/1954   | Campeonato Paulista                         |
| São Paulo | 2 x 1  | Santos    | Pacaembu             | 2/6/1954   | Torneio Rio-São Paulo                       |
| Santos    | 1 x 3  | São Paulo | Vila Belmiro         | 24/1/1954  | Campeonato Paulista                         |
| Santos    | 1 x 4  | São Paulo | Pacaembu             | 17/10/1953 | Campeonato Paulista                         |
| Santos    | 0 x 0  | São Paulo | Vila Belmiro         | 10/7/1953  | Amistoso                                    |
| São Paulo | 2 x 0  | Santos    | Pacaembu             | 17/5/1953  | Torneio Rio-São Paulo                       |
| São Paulo | 1 x 0  | Santos    | Pacaembu             | 15/1/1953  | Campeonato Paulista                         |
| Santos    | 0 x 3  | São Paulo | Vila Belmiro         | 26/10/1952 | Campeonato Paulista                         |
| Santos    | 0 x 1  | São Paulo | Vila Belmiro         | 30/7/1952  | Amistoso                                    |
| Santos    | 0 x 2  | São Paulo | Vila Belmiro         | 7/6/1952   | Amistoso                                    |
| São Paulo | 0 x 1  | Santos    | Pacaembu             | 3/6/1952   | Amistoso                                    |
| Santos    | 2 x 1  | São Paulo | Pacaembu             | 26/3/1952  | Torneio Rio-São Paulo                       |
| São Paulo | 1 x 2  | Santos    | Pacaembu             | 2/12/1951  | Campeonato Paulista                         |
| Santos    | 3 x 0  | São Paulo | Vila Belmiro         | 11/8/1951  | Campeonato Paulista                         |
| Santos    | 1 x 2  | São Paulo | Pacaembu             | 24/5/1951  | Torneio Amistoso                            |
| São Paulo | 1 x 2  | Santos    | Pacaembu             | 21/1/1951  | Campeonato Paulista                         |
| Santos    | 3 x 2  | São Paulo | Vila Belmiro         | 3/9/1950   | Campeonato Paulista                         |
| Santos    | 0 x 4  | São Paulo | Vila Belmiro         | 19/4/1950  | Amistoso                                    |
| Anos 1940 |        |           |                      |            |                                             |
| São Paulo | 3 x 1  | Santos    | Pacaembu             | 20/11/1949 | Campeonato Paulista                         |
| Santos    | 1 x 0  | São Paulo | Vila Belmiro         | 14/8/1949  | Campeonato Paulista                         |
| Santos    | 2 x 0  | São Paulo | Pacaembu             | 25/5/1949  | Torneio Amistoso                            |
| Santos    | 2 x 1  | São Paulo | Vila Belmiro         | 3/10/1948  | Campeonato Paulista                         |
| São Paulo | 3 x 2  | Santos    | Pacaembu             | 4/9/1948   | Campeonato Paulista                         |
| Santos    | 1 x 1  | São Paulo | Vila Belmiro         | 28/9/1947  | Campeonato Paulista                         |
| São Paulo | 1 x 1  | Santos    | Pacaembu             | 27/7/1947  | Campeonato Paulista                         |
| Santos    | 1 x 6  | São Paulo | Pacaembu             | 9/4/1947   | Amistoso                                    |
| São Paulo | 2 x 0  | Santos    | Pacaembu             | 31/8/1946  | Campeonato Paulista                         |
| Santos    | 2 x 3  | São Paulo | Vila Belmiro         | 14/7/1946  | Campeonato Paulista                         |
| Santos    | 3 x 4  | São Paulo | Vila Belmiro         | 25/11/1945 | Amistoso                                    |
| São Paulo | 4 x 0  | Santos    | Pacaembu             | 19/8/1945  | Campeonato Paulista                         |
| Santos    | 1 x 1  | São Paulo | Vila Belmiro         | 13/5/1945  | Campeonato Paulista                         |
| Santos    | 1 x 2  | São Paulo | Vila Belmiro         | 25/10/1944 | Amistoso                                    |
| São Paulo | 2 x 1  | Santos    | Pacaembu             | 21/10/1944 | Amistoso                                    |
| Santos    | 0 x 1  | São Paulo | Vila Belmiro         | 6/8/1944   | Campeonato Paulista                         |
| São Paulo | 9 x 1  | Santos    | Pacaembu             | 18/6/1944  | Campeonato Paulista                         |
| Santos    | 1 x 4  | São Paulo | Vila Belmiro         | 12/9/1943  | Campeonato Paulista                         |
| São Paulo | 6 x 1  | Santos    | Pacaembu             | 16/5/1943  | Campeonato Paulista                         |
| Santos    | 1 x 2  | São Paulo | Vila Belmiro         | 17/2/1943  | Amistoso                                    |
| Santos    | 0 x 2  | São Paulo | Pacaembu             | 24/1/1943  | Amistoso                                    |
| Santos    | 1 x 5  | São Paulo | Vila Belmiro         | 2/8/1942   | Campeonato Paulista                         |
| São Paulo | 4 x 2  | Santos    | Pacaembu             | 31/5/1942  | Campeonato Paulista                         |
| Santos    | 3 x 3  | São Paulo | Vila Belmiro         | 14/9/1941  | Campeonato Paulista                         |
| São Paulo | 4 x 2  | Santos    | Pacaembu             | 18/5/1941  | Campeonato Paulista                         |
| São Paulo | 6 x 1  | Santos    | Pacaembu             | 14/12/1940 | Campeonato Paulista                         |
| Santos    | 5 x 1  | São Paulo | Vila Belmiro         | 18/8/1940  | Campeonato Paulista                         |
| Anos 1930 |        |           |                      |            |                                             |
| Santos    | 2 x 3  | São Paulo | Vila Belmiro         | 22/10/1939 | Campeonato Paulista                         |
| São Paulo | 0 x 1  | Santos    | Antônio Alonso       | 9/7/1939   | Campeonato Paulista                         |
| São Paulo | 5 x 0  | Santos    | Antônio Alonso       | 27/11/1938 | Campeonato Paulista                         |
| Santos    | 4 x 1  | São Paulo | Vila Belmiro         | 12/9/1937  | Campeonato Paulista                         |
| Santos    | 3 x 2  | São Paulo | Vila Belmiro         | 25/4/1937  | Campeonato Paulista                         |
| Santos    | 3 x 1  | São Paulo | Vila Belmiro         | 20/2/1937  | Amistoso                                    |
| Santos    | 4 x 0  | São Paulo | Vila Belmiro         | 1/11/1936  | Campeonato Paulista                         |
| Santos    | 2 x 0  | São Paulo | Vila Belmiro         | 23/4/1936  | Amistoso                                    |
| Santos    | 1 x 2  | São Paulo | Vila Belmiro         | 3/2/1935   | Amistoso                                    |
| São Paulo | 4 x 2  | Santos    | Chácara da Floresta  | 25/11/1934 | Torneio Amistoso                            |
| Santos    | 1 x 2  | São Paulo | Vila Belmiro         | 13/10/1934 | Amistoso                                    |
| Santos    | 1 x 1  | São Paulo | Vila Belmiro         | 26/8/1934  | Campeonato Paulista                         |
| São Paulo | 3 x 0  | Santos    | Chácara da Floresta  | 27/5/1934  | Campeonato Paulista                         |
| Santos    | 3 x 4  | São Paulo | Vila Belmiro         | 25/3/1934  | Amistoso                                    |
| Santos    | 2 x 6  | São Paulo | Vila Belmiro         | 22/10/1933 | Campeonato Paulista / Torneio Rio-São Paulo |
| São Paulo | 4 x 1  | Santos    | Chácara da Floresta  | 9/7/1933   | Campeonato Paulista / Torneio Rio-São Paulo |
| Santos    | 1 x 5  | São Paulo | Vila Belmiro         | 12/3/1933  | Amistoso                                    |
| São Paulo | 4 x 0  | Santos    | Chácara da Floresta  | 29/5/1932  | Campeonato Paulista                         |
| Santos    | 1 x 2  | São Paulo | Chácara da Floresta  | 24/4/1932  | Torneio Início                              |
| São Paulo | 4 x 2  | Santos    | Chácara da Floresta  | 25/10/1931 | Campeonato Paulista                         |
| Santos    | 2 x 2  | São Paulo | Vila Belmiro         | 29/3/1931  | Campeonato Paulista                         |
| São Paulo | 3 x 3  | Santos    | Parque Antarctica    | 23/11/1930 | Campeonato Paulista                         |
| Santos    | 2 x 2  | São Paulo | Vila Belmiro         | 11/5/1930  | Campeonato Paulista                         |